# Walter Freud
Anton Walter Sigmund Freud (Viena, 3 de abril de 1921; Oxted 8 de febrero de 2004) fue un ingeniero químico y aeronáutico, agente austríaco del servicio de inteligencia británico y combatiente de la resistencia. Como miembro de la Dirección de Operaciones Especiales (Special Operations Executive, SOE), protagonizó una valiente hazaña durante la Segunda Guerra Mundial, logrando de manera personal e individual la rendición de todo el personal de un aeródromo ocupado por los nazis en la sureña ciudad austríaca de Zeltweg, la que en ese momento (abril de 1945) tenía una importancia estratégica para los aliados. Posteriormente participó en la búsqueda de criminales de guerra para su captura y enjuiciamiento. Fue nieto del creador del psicoanálisis, Sigmund Freud, y hermano de Sophie Freud.

## Biografía

### Infancia en Viena
Anton Walter Freud nació en Viena y creció en un hogar tranquilo, de capas medias ilustradas. Su padre, el abogado Jean Martin Freud, fue el hijo de Sigmund Freud, fundador del psicoanálisis. Su madre, Ernestine, llamada Esti Freud era logopeda, investigadora en el área de trastornos del habla y del lenguaje y docente universitaria. Gozó de una infancia feliz junto a su hermana Sophie. Anton Walter estudió en el Realgymnasium Stubenbastei
(escuela secundaria ubicada en primer distrito de Viena) y continuó más tarde en la escuela diurna del internado provincial.

### Anexión de Austria a la Alemania nazi y huida de Viena
La anexión en marzo de 1938 marca para el joven estudiante de 17 años el fin de la vida apacible y el comienzo de un clima de terror por el creciente antisemitismo reinante. La familia Freud comenzó a sufrir continuos hostigamientos, incluido el registro y allanamiento de sus hogares. El abuelo, ya bastante enfermo, recibió entonces visas para abandonar Viena (gestionadas por Ernest Jones, con la ayuda de Marie Bonaparte) tanto para él, como para la mayoría de los miembros de su familia. De este modo, Walter y su padre pudieron refugiarse en Inglaterra, mientras que su madre y hermana se quedaron primero en París y huyeron más tarde desde allí hacia EE. UU., pasando por el norte de África. Ya exiliado en el Reino Unido, Anton Walter pudo reitegrarse a la escuela y tras acabar la secundaria estudió la carrera de ingeniería, primeramente con especialidad en aeronáutica.

### Deportación a Australia
En 1940, cuando comenzó la campaña alemana en Francia, en Gran Bretaña se acrecentaron los temores de que surgiesen grupos subversivos entre los refugiados judíos, además de que proliferaron todo tipo de suspicacias respecto de los extranjeros en general, entre los que podrían encontrarse agentes de los temidos alemanes. Mientras rendía un examen de matemáticas en la universidad, el joven estudiante Walter Freud es detenido por un policía, quien evidentemente lo había tomado por un espía peligroso, lo encarceló en la prisión local, siendo luego internado en la Isla de Man junto con su padre. Fue enviado desde allí rumbo a Australia (entonces colonia británica) a bordo del buque de tropas "Dunera" junto a unos 2000 emigrantes. Fue una larga y penosa travesía (en aquel entonces el viaje tomaba unos dos meses), para finalmente llegar a Sydney. Permaneció en Australia, recluido durante un año completo en los campos de internación de Hay y Tatura.
Gracias a los cambios en la situación política y a un giro en la postura británica fue finalmente liberado. De regreso en Inglaterra le tocó alistarse en el «Cuerpo de Pioneros», una manera de prestar el servicio militar sin armas.

### Agente del servicio secreto británico
La vida dio un giro decisivo para Walter Freud cuando fue reclutado por el servicio secreto británico, el denominado Special Operations Executive (SOE). Este organismo apoyaba a las fuerzas de la resistencia en los países ocupados por los nazis en sus actividades de sabotaje y subversión. Recibió un entrenamiento especial muy intensivo y riguroso, al cabo del cual fue destinado al sur de Italia, en la primavera de 1945, donde por mucho tiempo quedó varado, junto a otros compañeros austríacos y alemanes (también reclutados para el SOE de entre los refugiados) a la espera de instrucciones, sin que por mucho tiempo nada llegara a concretarse.

## Zeltweg: La hazaña de último minuto
A finales de abril de 1945 se encargó a Freud y a otros cinco agentes tomar posesión del aeródromo estratégico de Zeltweg que se encontraba ocupado por los alemanes. El plan era lanzarlos en paracaídas cerca del lugar y que juntos tomasen por asalto el aeródromo exigiendo la rendición del personal alemán. Sin embargo, este plan contemplaba lanzarlos desde una altura de 1200 pies, lo cual debido a las condiciones meteorológicas, de visibilidad y geográficas no pudo cumplirse y el piloto, temiendo estrellarse contra Los Alpes, decidió lanzarlos desde una altura casi diez veces superior a lo planificado. Esta circunstancia hizo que los paracaidistas aterrizaran a tal distancia unos de otros, que sencillamente no se encontraron. Freud, tras comprobar que no lograría reunirse con sus compañeros, ni encontrar el lugar conde cayó su equipo, tuvo que valerse por sí mismo y procurarse alimentos como pudo para sobrevivir. Unos días más tarde consiguió llegar a Zeltweg, donde se animó a actuar solo, por su cuenta y riesgo, pero exigiendo en nombre de los aliados al comandante del aeropuerto la rendición incondicional. Según otras fuentes, el teniente Freud y sus colegas despegaron de Italia rumbo al sur de Austria sin la orden precisa de tomar el aeródromo, sino con una más general de apoyar a la resistencia antinazi local en actos de sabotaje y «establecer un marcador para el ejército británico, en caso de que el ejército soviético que avanzaba entrara en la zona». Freud, sin embargo habría utilizado una táctica de bluf, convenciendo primeramente al alcalde de un pueblo cercano a su lugar de aterrizaje de que representaba a la avanzada del 8.° Ejército británico y necesitaba urgentemente llegar a Zeltweg antes de que lo hicieran los soviéticos, ante lo cual el alcalde puso a su disposición el único vehículo que aún tenía combustible: un camión de bomberos municipal. Llegando al lugar, Freud mantuvo la misma postura frente al comandante del aeródromo, quien, tras romper a llorar, le habría cedido el control del aeródromo. Acto seguido, requisó la radio para informar a sus superiores, pero sus señales no obtuvieron respuesta desde su base en Italia. Aún sin esta confirmación de sus superiores, Freud se animó a convocar para el día siguiente a una reunión de los oficiales nazis emplazados en la localidad para comunicarles los términos de la rendición. Le llamó mucho la atención la gran disposición de los alemanes para afirmar que eran projudíos. De vuelta al aeródromo fue entregado a los estadounidenses, quienes al constatar que era el nieto de Signund Freud organizaron rápidamente su retorno a Inglaterra. Otras fuentes indican que aunque era materialmente posible, Freud no fue apresado en el aeródromo, sino enviado con escolta al cuartel general del comandante de los alemanes en la zona. Mientras se dirigía hacia allí, habrá sido entregado a los estadounidenses que recién llegaban al lugar. De cualquier modo, Austria fue rápidamente ocupada en los días siguientes por las tres principales fuerzas aliadas: por los soviéticos que vinieron desde el este y ocuparon la mayor parte del territorio austríaco, por las tropas estadounidenses desde oeste y por los británicos que vinieron por el sur, desde Italia. Era el fin de la guerra.

## Ayuda en la búsqueda y captura de criminales del nazismo
El 8 de mayo de 1945 regresó a Londres y siendo aún oficial del ejército británico del Rin, Walter Freud fue destinado a Bad Oeynhausen. Su tarea era investigar los crímenes de los nazis y entre sus más conocidas investigaciones destaca el caso de Tesch & Stabenow, una empresa que suministraba a Zyklon B, utilizado para el asesinato masivo de millones de judíos y otras personas declaradas enemigas del régimen nazi en sus campos de concentración y de exterminio.
Formó parte del grupo de cuatro oficiales de la WCIT nº 2 -War Crimes Investigation Team No 2 [Equipo de Investigación de Crímenes de Guerra nº 2]. Mientras que la WCIT nº 1 trabajó en Bergen Belsen, las investigaciones en el campo de concentración de Neuengamme las realizó el WCIT nº 2, formado por cuatro oficiales. Se usaron metodologías de investigación muy diferentes en uno y otro equipo, porque en Bergen Belsen fue posible encontrar inmediatamente a testigos sobrevivientes que presentaron denuncias precisas ante el WCIT nº 1 antes de que salieran del campo, en el caso de Neuengamme, donde participó Walter Freud, la investigación era más compleja, porque los nazis alcanzaron allí a destruir archivos y desmantelar y vaciar completamente el campo antes de que llegasen los británicos el 2 de mayo de 1945. Esto implicó que no solo tenían que buscar a los hechores, sino también era necesario encontrar a los testigos y a las víctimas. Debido a esta situación, el WCIT nº 2 desarrolló desde un comienzo un trabajo con los comités de expresos políticos.
También participó en la investigación del conglomerado industrial Krupp en la zona del Ruhr (que acabó siendo -junto a IG Farben y Flick- uno de los tres procesos a empresas y conglomerados en los juicios de Núremberg). Sus hallazgos lo llevaron a seguir otras pistas en Dinamarca, contexto en el que conoció a quien pronto se convertiría en su esposa. --

## Vida civil posterior
Anton Walter Freud sirvió a las fuerzas armadas británicas hasta 1947, año en el que fue desmovilizado como comandante. En su vida civil posterior, contrajo matrimonio con la danesa Annette Krarup y estudió ingeniería química, lo que lo habilitó para trabajar en diversas empresas británicas, para finalmente trabajar por muchos años en B.P. Chemicals.
Jubiló en 1977, tras lo cual destinó mucho tiempo a recopilar la historia familiar y la vida cotidiana de los Freud y a relatar sus periecias de la guerra. Tuvo tres hijos: David Freud (1950) Ida Fairbairn (1952) y Caroline Penney (1955). Su esposa, Annette, falleció en 2000.
Consultado en 2001 sobre su identificación como judío, respondió:

Un judío vienés. Sí, nací siendo judío y espero morir siéndolo. Sí, estoy muy orgulloso de ello. No tengo ningún sentimiento de vergüenza. Creo que los judíos vieneses eran la cima de la creación casi, y son muy emprendedores y exitoso
Walter Freud

Tras una larga enfermedad, Anton Walter Freud murió en Oxted a los 82 años, el 8 de febrero de 2004.